# Головко Гаврило Калинович
Головко Гаврило Калинович (6 квітня 1920, Томська губернія, Росія - 31 травня 2016, Володимирець, Рівненська область, Україна) — перший секретар Володимирецького райкому Компартії України у 1955-1983 рр..

## Життєпис
Народився в родині українців-переселенців з Чернігівщини в Томській губернії.
Під час Другої світової війни, у 1943 році призваний до лав Червоної армії (60-а армія 1-го Українського фронту). 28 березня 1945 року у боях за м. Ратибор був поранений. На лікуванні перебував чотири місяці в харківському госпіталі. 
Після госпіталю приїхав у рідне село матері в с. Миколаївку Борзнянського району Чернігівської області. Працював інструктором, завідувачем організаційного відділу, секретарем Борзнянського райкому Компартії.
Закінчив у Борзні сільськогосподарський технікум за спеціальністю «агроном-організатор» та Харківську міжобласну дворічну партшколу. Був направлений на партійну роботу в Рівне.
В 1951 році обраний другим секретарем Володимирецького райкому Компартії України, у 1955-му — першим. Перебував на посаді до 1983 року. За час його керівництва у Володимирці з'явився завод «Ситал» на 1000 робочих місць, льоно — і молокозавод, місцевого значення аеропорт. Це при ньому стали до ладу два блоки Рівненської АЕС. 
З 1983 року Г. Головко проживав у місті Рівне. Спочатку працював головним диспетчером облагропрому, а з 1991 року очолював інформаційно — розмножувальний центр. Був членом Рівненської обласної організації ветеранів.

## Нагороди
- Орден Вітчизняної війни 1 ступеня
- Орден Червоної Зірки,
- Орден Трудового Червоного Прапора,
- Орден Жовтневої Революції,
- Медаль «За трудову відзнаку»,
- Почесна грамота Президії Верховної Ради України.
- Орден Богдана Хмельницького III ступеня (2009).

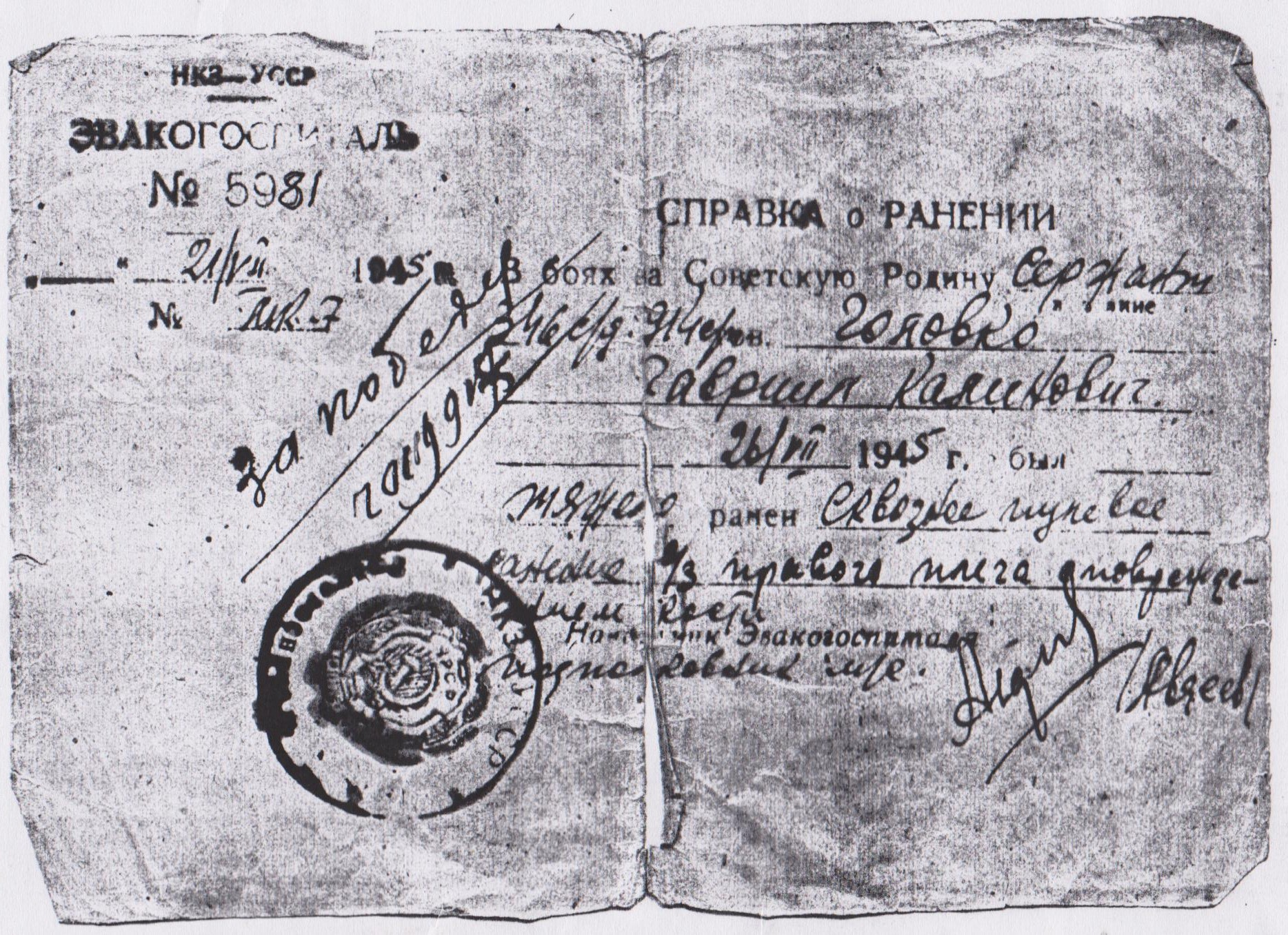
Довідка про поранення